# Guelf de Hanovre
Ne doit pas être confondu avec Guelf-Henri de Hanovre.
Guelf Ernest de Hanovre (en allemand : Welf von Hannover), prince de Hanovre et duc de Brunswick, est né le 25 janvier 1947 à Pattensen, en Allemagne occupée, et décédé le 10 janvier 1981 à Pune en Inde. Membre de la maison de Hanovre, c'est un prince allemand surtout connu pour avoir été le disciple du gourou Baghwan Sri Rajneesh. 

## Famille
Le prince Guelf est le fils aîné du prince Georges-Guillaume de Hanovre (1915-2006) et de son épouse la princesse Sophie de Grèce (1914-2001). Par son père, il est le petit-fils du duc souverain Ernest-Auguste de Brunswick (1887-1953) et de son épouse la princesse Victoria-Louise de Prusse (1892-1980) tandis que, par sa mère, il descend du prince André de Grèce (1882-1944) et de son épouse la princesse Alice de Battenberg (1885-1969).
Guelf a donc la particularité généalogique de descendre à la fois du roi Christian IX de Danemark (1818-1906), surnommé le « beau-père de l'Europe », et de la reine Victoria du Royaume-Uni (1819-1901), connue comme la « grand-mère de l'Europe ».
Le 23 mai 1969, Guelf de Hanovre épouse, à Essen-Bredeney, Wibke van Gunsteren (1948), fille du Dr Hans Daniel Christians et de son épouse Ursula Schmidt Prange.
Du mariage de Guelf et Wibke naît une fille :
- Saskia de Hanovre (1970), princesse de Hanovre, qui épouse, le 6 juillet 1990, Michael Naylor-Leyland (1956-2015), petit-fils du baronnet Albert Naylor-Leyland (en) (1890-1952). Divorcée, la princesse se remarie, le 27 janvier 2007, à Edward Hooper (1966)[4]. D'où deux enfants du premier mariage et un autre du second :
  - Jake John Naylor-Leyland (1993) ;
  - Gabriel George Naylor-Leyland (1996) ;
  - Louis Ivan Welf Hooper (2007)[4].

## Biographie
Né neuf mois après le mariage de ses parents, Guelf de Hanovre effectue ses études au collège de Salem, dans le Bade-Wurtemberg, puis à Gordonstoun, en Écosse, où il côtoie son cousin germain, le prince de Galles.
À partir de 1965, le prince noue une relation amoureuse avec l'une de ses camarades de classe de Salem, Wibke van Gunsteren. Née Wibke Christians, cette dernière est la fille adoptive du diplomate néerlandais Harry van Gunsteren (1921-1983)[réf. nécessaire]. Le couple se marie en 1969, et la cérémonie donne lieu à un important rassemblement de personnalités du gotha. À l'époque, Guelf effectue des études d'économie à l'Université de Ratisbonne et son épouse suit une formation d'artiste commerciale. 
En 1975, Guelf et Wibke rejoignent le mouvement Rajneesh fondé par le gourou indien Baghwan Sri Rajneesh, plus tard connu sous le nom d'Osho. Avec leur fille Saskia (née en 1970), ils émigrent alors dans l'État de Maharashtra, en Inde, et s'installent dans un ashram, à Pune.
En 1980, Guelf, qui se fait désormais appeler Swami Vimalkirti (c'est-à-dire « Splendeur immaculée »), reçoit la visite du prince Charles, qui le trouve très amaigri par son régime végétarien. Quelques mois plus tard, le jeune homme meurt, victime d'un anévrisme, dans une clinique de Pune. Selon certaines versions, son accident cérébral serait la conséquence d'un coup reçu lors d'un entraînement de karaté. Selon d'autres, il se serait seulement produit durant un jogging matinal.
Le décès du prince donne lieu à une cérémonie mortuaire festive, mise en scène par Baghwan Sri Rajneesh à Pune. La dépouille du prince est incinérée et ses cendres sont répandues dans le Gange. Choqués par les circonstances dans lesquels Guelf a trouvé la mort et scandalisés par le déroulement de ses funérailles, ses parents entament ensuite une bataille judiciaire contre sa veuve, désormais connue sous le nom de Ma Prem Turiya (c'est-à-dire « Amour spirituel »), pour récupérer la garde de leur petite-fille, Saskia,. Finalement, l'enfant est confiée à l'une de ses tantes paternelles, la princesse Christine de Hesse-Cassel, et part vivre au Royaume-Uni.

## Galerie photos

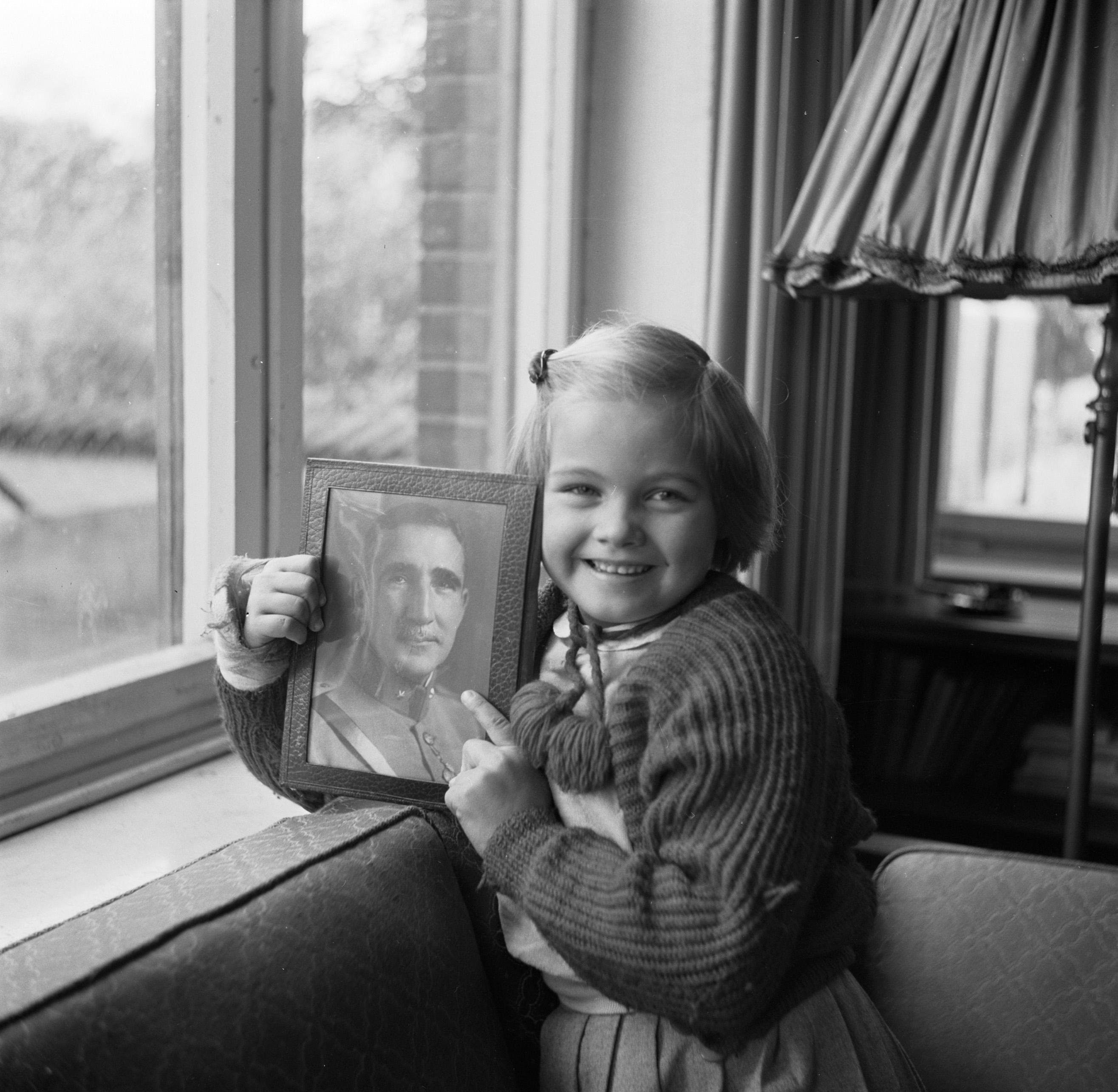
Wibke van Gunsteren (enfant, en 1955), épouse du prince.
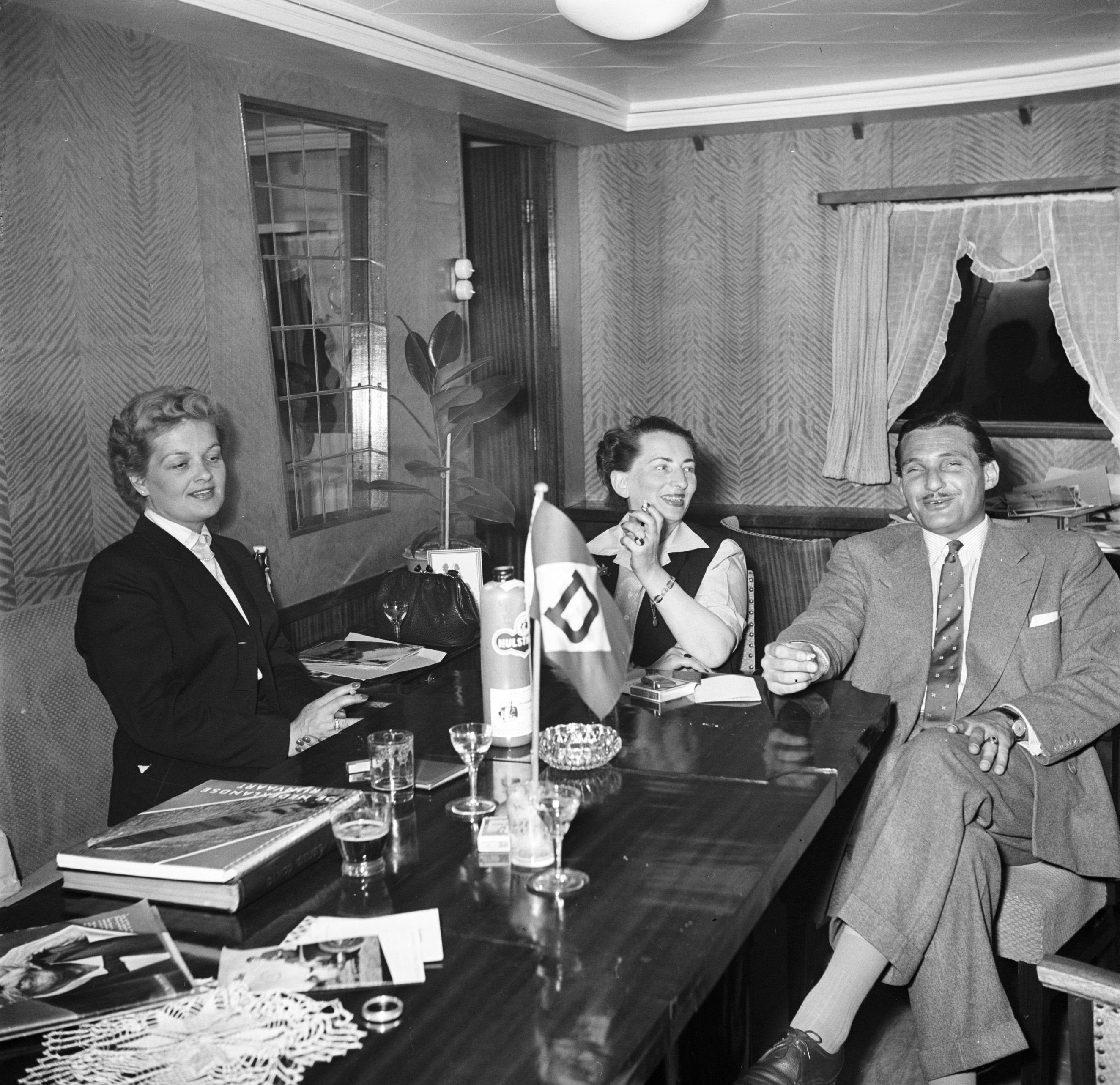
Ursula et Harry van Gunsteren (1955), beaux-parents du prince.
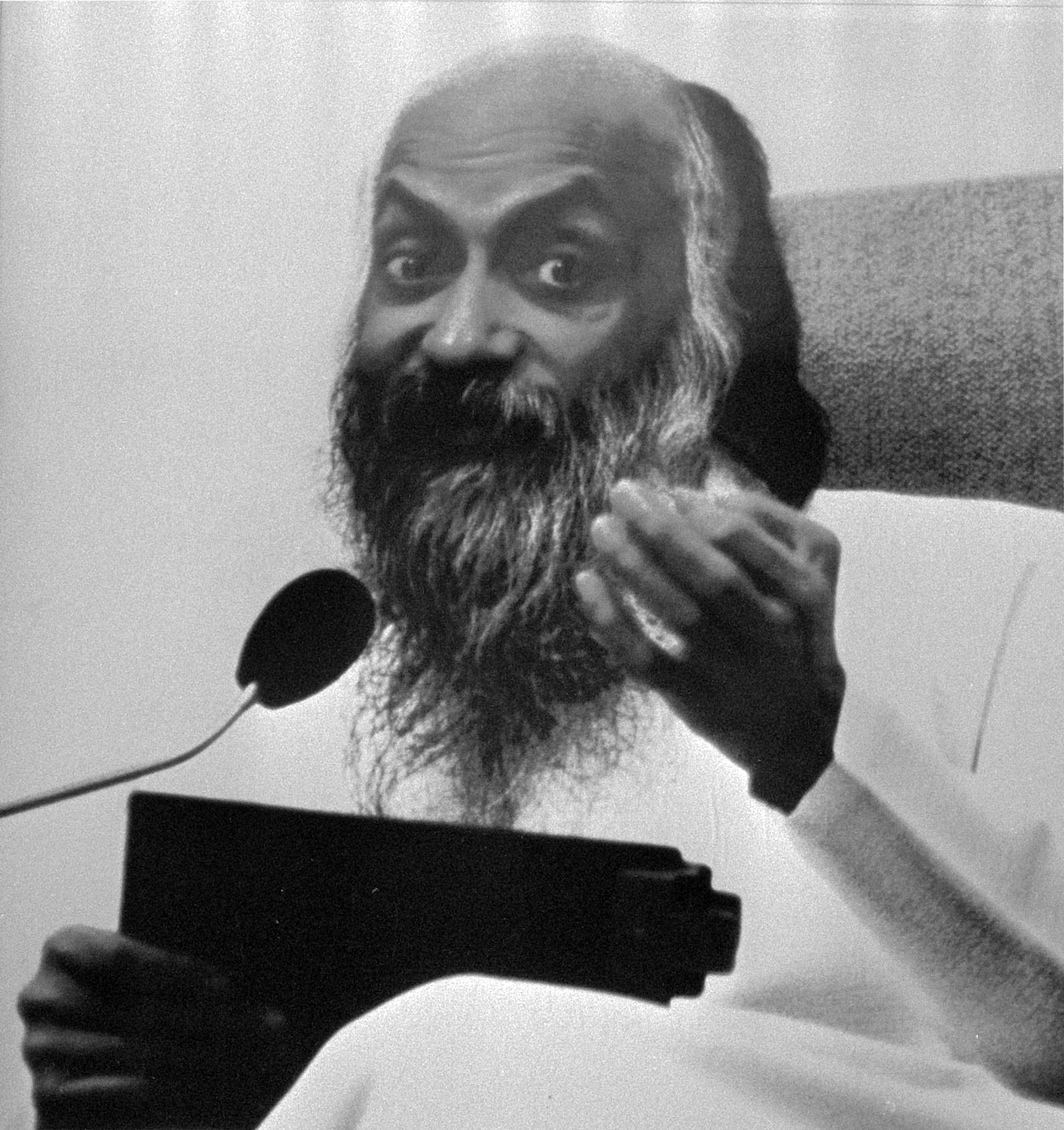
Le gourou Baghwan Sri Rajneesh (en 1984).

## Film réalisé par le mouvement Rajneesh
- Vimalkirtis Death Celebration, film de 38 minutes réalisé par le mouvement Rajneesh pour commémorer la mort du prince[9].

## Presse en ligne
- (de) Wilhelm Bittorf, « Ein Welfe im Nirwana », Die Welt,‎ 2 mars 1981 (lire en ligne).